# Nick Jonas & The Administration
Nick Jonas & the Administration fue una banda formada a finales de 2009 como un proyecto paralelo de Nick Jonas de los Jonas Brothers. Entre los artistas se encontraban el cantante, pianista, guitarrista, baterista y compositor Nick Jonas, el bajista John Fields, el baterista Michael Bland, el tecladista Tommy Barbarella y el guitarrista David Ryan Harris. Sonny Thompson reemplazó a Harris durante el Who I Am Tour de 2010. El grupo recibió su nombre por el interés de Nick Jonas en la presidencia.

### Formación del grupo
"Había escrito cinco o seis canciones que me llegaban al corazón, cosas que simplemente brotaban de mí con este sonido nuevo y emocionante", dijo Jonas. "No eran necesariamente adecuadas para los Jonas Brothers, pero pensé que podrían ser perfectas para algo más".
La banda se anunció en la página oficial de MySpace de los Jonas Brothers el 30 de octubre, indicando que era solo un "proyecto paralelo" y que este no era el final de la banda. "Me estoy inspirando en Bruce Springsteen y The E Street Band", dijo Nick. "Es el estilo que buscábamos para la portada del álbum y para el proyecto en general... [Springsteen] transmite muchísima pasión y emoción a todas sus canciones cada noche, y espero poder capturar eso también". Los miembros de The Administrastion Michael Bland, Tommy Barbarella y Sonny Thompson tocaron juntos anteriormente en New Power Generation de Prince de 1991 a 1996. Los tres eran miembros originales.

### 2009–2010:Who I Am
El primer sencillo del álbum «Who I Am» fue lanzado oficialmente el 3 de diciembre de 2009, seguido por el lanzamiento del video musical. El grupo debutó en directo interpretando un sencillo homónimo en el especial en directo del Concierto de las Nominaciones a los Grammy el 2 de diciembre en la CBS. Jonas cortó el álbum en ocho días con el productor John Fields, quien también tocó el bajo. El álbum tiene 9 canciones nuevas y una versión del sencillo de los Jonas Brothers «Tonight».  Nick escribió originalmente la canción World War III para la administración, pero en su lugar se utilizó en el álbum de los Jonas Brothers Lines, Vines and Trying Times. También escribió una canción llamada Oval Office pero nunca apareció en el disco porque según Nick la canción no sonaba bien. «Rose Garden» fue la primera canción escrita para el álbum y se inspiró en parte en una difícil ruptura sentimental. Adelantos de las canciones Olive & An Arrow, Last Time Around, State of Emergency, Stronger (Back on the Ground) y Vespers Goodbye se publicaron en línea antes del lanzamiento oficial del álbum. Su álbum debut Who I Am fue lanzado el 2 de febrero de 2010 como edición estándar (CD) y edición limitada (CD+DVD) y alcanzó el número 3 en la lista de álbumes Billboard 200, vendiendo más de 80.000 copias. Nick promocionó el álbum el 2 de febrero durante varias mini charlas en directo con Sonny Thompson. Nick interpretó con Sonny Thompson versiones acústicas de las canciones «Last Time Around», «Who I Am», «Tonight» durante Radio Disney Total Access; también promocionó el álbum durante actuaciones en televisión. Su se4ncillo «Who I Am» apareció en Radio Disney Jams, Vol. 12, junto con canciones de otros artistas populares. Jams 12 se publicó oficialmente el 30 de marzo de 2010. Hasta mayo de 2010, el álbum ha vendido más de 151.000 copias en Estados Unidos.
En enero de 2010, Nick Jonas & the Administration salieron de gira para promocionar su álbum debut, Who I Am. Aparte de las apariciones especiales en eventos específicos, esta es la primera vez que Nick sale de gira sin sus hermanos, Kevin Jonas y Joe Jonas. Kevin y Joe aparecieron en algunas fechas para cantar una canción con Nick. Frankie Jonas apareció el último día de la gira. Diane Birch fue la principal telonera de la gira. La gira se realizó en pequeños y acogedores locales de Estados Unidos. Durante su gira, Nick Jonas & The Administration interpretó canciones nuevas como "Stay" (que escribió y grabó durante la gira; la interpretó después del 6 de enero), "I Do" (interpretada el último día de la gira) y "While the World Is Spinning", "A Lot of Love to Spill", también interpretaron remixes de las canciones de los Jonas Brothers. "Inseparables" y "Before the Storm"; Al final de la gira, grabaron los videoclips de las canciones "Rose Garden" y "Stay". La gira comenzó el 2 de enero en Dallas, Texas, y finalizó el 30 de enero en Berkeley, California.
El 2 de marzo de 2010, lanzaron la canción «Stay» como sencillo digital y un EP digital. Nick dijo que la canción no estará en el disco porque la escribió demasiado tarde. También dijo que «Stay» «es una canción que escribí ese día que tuvimos libre en Washington. Vino después de algunas cosas por las que estaba pasando que realmente la inspiraron... y estoy en un buen lugar en este momento y fui capaz de sacar una canción de ella, lo que siempre es agradable.«

### 2010: Jonas Brothers Live in Concert World Tour 2010
Mientras anunciaban el proyecto paralelo de Nick Jonas, Nick Jonas and the Administration, los hermanos anunciaron que estaban planeando una gira mundial que tendría lugar durante el verano de 2010. Desde el 7 de agosto de 2010, Nick Jonas interpreta «Who I Am» sin los miembros de la Administration durante la etapa norteamericana de la gira Jonas Brothers Live In Concert. Durante la interpretación de la canción a menudo se detiene y da un discurso. El 28 de agosto de 2010, en Atlantic City Nick interpreta «Rose Garden». Al día siguiente (29 de agosto de 2010), interpretó «Stay» en la gira durante un concierto en Virginia Beach. Y el 18 de septiembre, Nick interpretó dos canciones: «Who I Am» y “Last Time Around” durante un concierto en Mountain View, CA.
Se anunció que Nick Jonas & the Administration serán los teloneros de la gira Live In Concert de los Jonas Brothers durante los conciertos en Sudamérica. Poco después del anuncio, los Jonas Brothers publicaron un comunicado en el que negaban que Nick Jonas & the Administration fueran a ser los teloneros durante los conciertos de Sudamérica. El 15 de octubre, interpretó «Who I Am» durante los conciertos en Sudamérica. Durante el concierto en Porto Alegre (Brasil) el 10 de noviembre, interpretó «Rose Garden» antes de «Who I Am».
Otras canciones que interpreta en solitario durante las dos etapas de la gira son «Introducing Me» y a veces «A Little Bit Longer» y «Black Keys».
El 18 de octubre de 2010, Nick Jonas & The Administration aparecieron 5 veces en la lista de presentaciones para los Premios Grammy.

### 2011: Conciertos promocionales y gira
El 23 de febrero de 2011, Nick ofreció un concierto acústico gratuito, acompañado por el guitarrista y director musical de los Jonas Brothers, John Taylor. Nick pidió a los fans que crearan su propia versión de una lista de canciones, en un concurso a través de Twitter.
Interpretó canciones de su álbum en solitario, canciones de los Jonas Brothers y una nueva canción, "London Foolishly", que escribió durante su estancia en Londres para el musical Los Miserables. Junto con Sonny Thompson, Nick actuó en el evento militar en Columbus, Ohio, el 14 de abril de 2011. Interpretó las canciones «Last Time Around» y «Who I Am».
El 1 de julio, Nick actuó durante la gran inauguración de la Microsoft Store en Century City. Interpretó canciones de su álbum en solitario, así como versiones de canciones y canciones de los Jonas Brothers. La cantante estadounidense Jasmine Villegas fue telonera de su concierto.
El 16 de julio de 2011, la banda se presentó en el Cisco Bluesfest en Ottawa, Canadá. Y el 13 de agosto se presentaron en el Musikfest. El concierto se canceló a mitad de la actuación de Nick (aproximadamente 1 hora después de empezar la lista de canciones) debido al mal tiempo.
1. Last Time Around
2. Rose Garden
3. Our House (cover de Ocean Grove)
4. Before The Storm
5. Stay
6. Give Love A Try
7. Top 40 Medley:
  1. Teenage Dream (cover de Katy Perry)
  2. Just the Way You Are (cover de Bruno Mars)
8. Lovebug[63]
9. London Foolishly (new song)
10. BB Good
11. SOS
12. Who I Am
13. Inseparable

1. The Edge of Glory (cover de Lady Gaga)[64][65]
2. Just the Way You Are (cover de Bruno Mars)
3. See No More (cover de Joe Jonas)[66]
4. Who I Am
5. Stay
6. Introducing Me
7. When You Look Me in the Eyes
8. Gotta Find You
9. Fly with Me
10. New Song (no se anunció el nombre oficial)[67][68]
11. Rose Garden[69]
12. SOS[70]

Las canciones no están en el orden correcto.
1. Last Time Around
2. Conspiracy Theory
3. State of Emergency
4. Mashup:
  1. A Little Bit Longer (acoustic)
  2. Yellow (cover de Coldplay)[73]
5. Hello Beautiful
6. SOS (blues/r&b version)[74]
7. With You (canción del Microsoft Store Grand Opening)[75]
8. Stay
9. Covers:
  1. Someone Like You (cover de Adele)[76]
  2. Just the Way You Are (cover de Bruno Mars)[75]
10. When You Look Me In the Eyes
11. Rose Garden
12. Inseparable
13. Who I Am
14. Last Time Around[77]
15. Conspiracy Theory
16. State of Emergency
17. Mashup:
  1. It Takes Two (cover de Hairspray) [78]
  2. A Little Bit Longer (acoustic)
  3. Yellow (cover de Coldplay)
18. London Foolishly [79]
19. With You (canción del Microsoft Store Grand Opening)[80]
20. Gotta Find You
21. SOS (Summer Remix)
22. Rose Garden
23. Covers:
  1. Someone Like You (cover de Adele)
  2. Just the Way You Are (cover de Bruno Mars)
24. BB Good (con  Ocean Grove)
25. Still In Love With You (con Ocean Grove)

El 1 de octubre se presentaron en Buenos Aires en el Estadio G.E.B.A. El 12 de julio, Nick anunció a través de Facebook que habrá más conciertos en Sudamérica. El 14 de julio, Nick anunció un concierto en Chile el 4 de octubre. El 21 de julio anunció un concierto en Paraguay Anunció un segundo concierto en Argentina el 22 de julio. El 2 de agosto, Nick confirmó cinco conciertos en Brasil y uno en Venezuela. El 5 de agosto de 2011, Nick anunció en su página de Facebook un concierto en Uruguay.
El 3 de septiembre de 2011, Nick anunció a través de Twitter que "Ocean Grove Band" se iría de gira con ellos. El 6 de septiembre, se anunció un concierto en Puerto Rico. El 21 de septiembre, primer día de la gira, se anunció la cancelación del último concierto de Jonas (San Juan, Puerto Rico, el 11 de octubre). El productor de la fecha en Puerto Rico, César Sainz, confirmó la información ese mismo día. La razón de Nick para cancelar el último show fue que su entrenamiento para el papel de J. Pierrepont Finch, que reemplazará al actor de Harry Potter Daniel Radcliffe y a Darren Criss de Glee, en el reestreno de la obra de Broadway How to Succeed in Business Without Really Trying se llevaría a cabo en Los Ángeles a partir del 10 de octubre. El 23 de septiembre, la noticia se confirmó a través del sitio web de Nick Jonas.
El 13 de diciembre de 2011, un vídeo de Nick interpretando Last Time Around fue publicado en línea como parte de una nueva serie de Internet Fandrop. El video muestra a algunos afortunados fans viendo a Nick Jonas & The Administration ensayar para la gira de Nick Jonas de 2011. El 14 de diciembre se publicó en línea un avance del próximo episodio, en el que Nick habla sobre teorías de conspiración. El segundo episodio se estrenó el 15 de diciembre de 2011. El 15 de diciembre se publicó el segundo episodio, que muestra la actuación de Conspiracy Theory de Nick Jonas & The Administration. El 16 de diciembre se publicó en línea un avance del próximo episodio. En él, Nick interpreta la introducción de "Who I Am". Este episodio se estrenará el 20 de diciembre de 2011.
El 20 de diciembre, el episodio se publicó en línea y muestra a Nick interpretando Who I Am. Junto con un avance del episodio 4 que se publicó en línea, se muestra a Nick calentando su voz para el último episodio; que se emitirá el 22 de diciembre de 2011.
El 22 de diciembre se emitió  el último episodio, en el que Nick Jonas & the Administration interpreta su versión de la canción Inseparable de los Jonas Brothers.

### 2012-2016: Salida del sello, giras de los Jonas Brothers, pausa y reunión
El 2 de mayo de 2012 se anunció que la banda se había separado de su sello discográfico Hollywood Records; Jonas adquirió los derechos de su música.
El 20 de mayo de 2012, Nick interpretó una versión acústica de las canciones «Who I Am» y «Last Time Around» en un set acústico de seis canciones entre dos shows de How to Succeed in Business Without Really Trying.
1. Last Time Around
2. Gotta Find You
3. Lovebug
4. What Makes You Beautiful (cover de One Direction)
5. Just the Way You Are (cover de Bruno Mars)
6. Who I Am

Las canciones "Who I Am" y "Last Time Around" se interpretaron durante todas las giras de los Jonas Brothers World Tour 2012/2013. Durante el concierto en Monterrey, México, también se interpretaron las canciones «Stay» y «State of Emergency». Stay se interpretó nuevamente en Río de Janeiro el 12 de marzo de 2013. Las canciones "Who I Am" y "Last Time Around" se interpretaron nuevamente como parte del repertorio principal durante el Jonas Brothers World Tour 2012/2013. El 29 de julio también se interpretó Stay y el 30 de julio Vesper's Goodbye. El 31 de julio se interpretó Stay junto a Sonny Thompson.
El 31 de agosto de 2016, Jonas anunció que la banda se reuniría para un concierto de una sola noche en Minneapolis, Minnesota, ese mismo día. Las entradas se agotaron rápidamente en menos de dos horas. La banda interpretó todas las canciones de su álbum debut, incluyendo «Stay» e «Inseparable» del álbum de 2007 Jonas Brothers. 
1. Last Time Around
2. Inseparable
3. Olive and an Arrow
4. State of Emergency
5. Vesper's Goodbye
6. Conspiracy Theory
7. Honestly
8. Stay
9. In The End
10. Tonight
11. Rose Garden
12. Who I Am
13. Stronger

## Miembros de la banda
Miembros actuales
- Nick Jonas - voz principal, guitarra rítmica, batería, piano (desde 2009)
- John Fields - bajo, coros (desde 2009)
- Michael Bland - percusión, batería, coros (desde 2009)
- Tommy Barbarella - sintetizadores, teclados (desde 2009)
- Sonny Thompson - guitarra principal, coros (desde 2009)

Miembros pasados
- David Ryan Harris - guitarra principal, coros (2009)

Miembros de gira
- Chris Bailey - batería  (2011)
- Joshua Dunham - guitarra rítmica, guitarra principal (2011)
- Marcus Kincy - teclados (2011)

## Tours
- Who I Am Tour (2010)
- Nick Jonas 2011 Tour (2011)

## Discografía
Álbumes de estudio
| Año  | Detalles | Posiciones en Listas | Posiciones en Listas | Posiciones en Listas | Posiciones en Listas | Posiciones en Listas | Posiciones en Listas | Posiciones en Listas | Posiciones en Listas | Posiciones en Listas | Certificaciones        |
| Año  | Detalles | US                   | MEX                  | CAN                  | NL                   | GRE                  | AUS                  | UK                   | SPA                  | BEL                  | Certificaciones        |
| ---- | --- | -------------------- | -------------------- | -------------------- | -------------------- | -------------------- | -------------------- | -------------------- | -------------------- | -------------------- | ---------------------- |
| 2010 | Who I Am - Lanzamiento: 2 de febrero de 2010 - Discográfica: Hollywood - Formatos: CD, CD+DVD descarga digital, streaming | 3                    | 1                    | 4                    | 27                   | 4                    | 46                   | 50                   | 4                    | 17                   | - : 179,000 - MEX: Oro |

### Álbumes en Vivo
| Año  | Título                                                                 | Detalles                                                                                 |
| ---- | ---------------------------------------------------------------------- | ---------------------------------------------------------------------------------------- |
| 2010 | Nick Jonas & The Administration Live at the Wiltern January 28th, 2010 | - Lanzamiento: 11 de mayo de 2010 - Discográfica: Hollywood - Formatos: Descarga digital |

### EP
| Año  | Título | Detalles                                                                                 |
| ---- | ------ | ---------------------------------------------------------------------------------------- |
| 2010 | Stay   | - Lanzamiento: 2 de marzo de 2010 - Discográfica: Hollywood - Formatos: descarga digital |

### Sencillos
| Año                                                                        | Título     | Posiciones en Listas | Posiciones en Listas | Posiciones en Listas | Posiciones en Listas | Posiciones en Listas | Posiciones en Listas | Posiciones en Listas | Álbum     |
| Año                                                                        | Título     | US                   | US Heat              | CAN                  | BEL (FLA)            | BEL (WAL)            | KOR                  | UK                   | Álbum     |
| -------------------------------------------------------------------------- | ---------- | -------------------- | -------------------- | -------------------- | -------------------- | -------------------- | -------------------- | -------------------- | --------- |
| 2009                                                                       | "Who I Am" | 73                   | 4                    | 48                   | 10                   | 16                   | 37                   | 103                  | Who I Am  |
| 2010                                                                       | "Stay"     | —                    | 24                   | —                    | —                    | —                    | —                    | —                    | Sin álbum |
| "—" denota que el sencillo no se lanzó o no se posicionó en ese territorio |            |                      |                      |                      |                      |                      |                      |                      |           |

### Videos Musicales
| Año  | Título        | Director    |
| ---- | ------------- | ----------- |
| 2009 | "Who I Am"    | Tim Wheeler |
| 2010 | "Rose Garden" | Live Nation |
| 2010 | "Stay"        | Live Nation |